# Milionia flaviventris
Milionia flaviventris là một loài bướm đêm trong họ Geometridae.